# Niesreflex
Der Niesreflex ist ein Schutzreflex, der zur Nasenreinigung dient. Er wird durch freie Nervenendungen des ersten (Nervus ophthalmicus) und vor allem zweiten Astes (Nervus maxillaris) des Nervus trigeminus vermittelt. Diese reagieren auf Reize in der Nasenschleimhaut und leiten die Signale über Aδ- und C-Nervenfasern zum Ganglion trigeminale. Von dort wird die Erregung in die Formatio reticularis im Hirnstamm weitergeleitet. Über die Formatio reticularis wird eine komplexe Abfolge von Bewegungen generiert, die aus tiefer Einatmung, Stop der Atmung und Kontraktion der Atemmuskulatur besteht. Dadurch wird eine stoßartige Ausatmung durch die Nase (Niesen) bewirkt, wodurch Fremdkörper oder überschüssiges Nasensekret aus der Nase geschleudert werden.
Selten wird bei einigen Menschen ein Niesreflex auch durch starke Lichteinwirkung ausgelöst. Der Mechanismus dieses als photischer Niesreflex oder autosomal dominant compelling helioophthalmic outburst  (ACHOO) bezeichneten Phänomens ist nicht genau erforscht. Es hat vermutlich eine genetische Grundlage und kann bei bis zu einem Viertel einer Population auftreten.
Bei Schädigungen im Trigeminusgebiet kann es zur Verminderung oder zum Ausfall des Niesreflexes kommen.